# El mago (película de 1949)
El mago es una película de comedia y aventura mexicana de 1949, dirigida por Miguel M. Delgado y protagonizada por Mario Moreno "Cantinflas", Leonora Amar y José Baviera.

## Argumento
En un país del lejano oriente, el rey de un pueblo acaba de fallecer. Sus más cercanos ministros se ven obligados entonces a buscar al príncipe heredero, el cual vive en México desde los 5 años con fines de protección. En la comitiva que busca traer al nuevo rey también va un ministro que es aliado del hermano del recientemente fallecido. Este último intentara matar al príncipe para que pueda quedarse con el poder.
Mientras tanto, en México el príncipe trabaja como un mago que descubre el pasado de la gente y adivina su futuro. Después de mucho trabajar y atender a clientes, el príncipe se siente muy enfermo y un médico le aconseja que descanse unos días sin necesidad de dejar el negocio. Para esto le recomienda que contrate un doble con una empresa dedicada a esto. Así, mientras el esta de vacaciones otra persona idéntica a él atenderá a sus clientes.
Así, el príncipe contrata a una persona que lo suplanta. Sin embargo este último con tal de tomarse un día libre, le pide a su amigo Cantinflas que se haga pasar por el mago Krishnar. Es en ese momento cuando la comitiva que viene en busca del príncipe Krishnar llega al lugar de trabajo del mago. Debido a que no lo ven desde que es niño, piensan que Cantinflas es el príncipe, y este último, al escuchar la cantidad de dinero a la que tendría acceso estando en el trono, decide aceptar.
Como el nuevo príncipe de una poderosa nación, Cantinflas comienza a ser el blanco de varios intentos de asesinato. Del primero se salva en una fiesta, donde los asesinos contratados por el ministro traidor se confunden de objetivo y en lugar de asesinar al nuevo rey, matan a un faquir que se encontraba vestido de forma idéntica a Cantinflas. Posteriormente, mandan a una mujer llamada Jeanette que cumpla con el trabajo, pero esta última termina enamorada de Cantinflas, por lo cual en vez de matarlo termina ayudándolo. De igual forma, un grupo de bandidos secuestran a Cantinflas pensado que se trata del mago, pues desean que los ayude a adivinar el futuro para uno de sus asaltos. Después de una pelea, Cantinflas logra liberarse, sólo para encontrarse con el ministro traidor. Este último intenta acabar el trabajo por su propia cuenta, pero cuando quiere disparar la pistola se traba, lo cual es aprovechado por Cantinflas para golpearlo en la cabeza.
Finalmente, Cantinflas debe viajar al lejano país a ocupar el trono, y así comienza su reinado. No obstante, éste dura muy poco pues posteriormente llega el verdadero príncipe, que una vez finalizadas sus vacaciones llega a exigir lo que le pertenece por derecho. Cantinflas logra hacer un trato con el nuevo rey y al regresar a México tiene un nuevo empleo.

## Reparto
- Mario Moreno como Cantinflas/Falso Mago Krishnar.
- Leonora Amar como Jeanette.
- José Baviera como Mago Krishnar.
- Ernesto Finance como Makazar.
- Alejandro Cobo como Jefe de secuestradores.
- Pepe Martínez como Ministro de Arichi.
- Miguel Manzano como Serafín.
- Amparo Arozamena como Mujer de Pedro, clienta del Mago Krishnar.
- Rafael Icardo como Ministro de Arichi.
- Rudy del Moral como Ruperto.
- Julián de Meriche
- Olga Chaviano como Bailarina.
- Jorge Mondragón
- Óscar Pulido como Jefe de la secreta.
- Victorio Blanco como Asesino de turbante #1 (no acreditado).
- Guillermo Calles como Asesino de turbante #2 (no acreditado).
- Roberto Corell como Marajá de Pentanal (no acreditado).
- Eduardo Finance (no acreditado).
- Lidia Franco (no acreditada).
- Ramiro Gamboa como Reportero (no acreditado).
- Enrique García Álvarez como Director (no acreditado).
- María Gentil Arcos como Clienta del Mago Krishnar (no acreditada).
- Leonor Gómez como Vendedora de comida (no acreditada).
- Queta Lavat como Secretaria (no acreditada).
- Cecilia Leger como Invitada a cena (no acreditada).
- Margarito Luna como Secuestrador #1 (no acreditado).
- Paco Martínez como Médico (no acreditado).
- Álvaro Matute como Secuestrador #2 (no acreditado).
- Pepe Nava como Fakir Birman (no acreditado).
- Manuel Noriega como Profesor de escuela, cliente del Mago Krishnar (no acreditado).
- José Ortiz de Zárate como Médico (no acreditado).
- Sonia Ramos (no acreditada).
- Humberto Rodríguez como Ministro de Arichi (no acreditado).
- Sergio Rodríguez (no acreditado).
- María Valdealde como Señora del Moral, clienta del Mago Krishnar (no acreditada).
- Armando Velasco como Empleado de hotel (no acreditado).
- Acela Vidaurri (no acreditada).
- Burdette Zea (no acreditada).

## Nota
- En los últimos minutos de la película se observa el nombre de Cantinflas, el cual aparecería en los carteles publicitarios electorales de la película Si yo fuera diputado..., para 1952.